# Jacques Esclassan
Pour les articles homonymes, voir Esclassan.
Jacques Esclassan est un coureur cycliste français, né le 3 septembre 1948 à Castres.

## Biographie
Jacques Esclassan grandit dans la ville de Castres où ses parents tiennent une entreprise d'électricité. Son père soutient ses premiers pas prometteurs dans le cyclisme et devient lui-même président du Vélo Sport Castrais dans les années 1960. Après un refus d'admission au Bataillon de Joinville, Jacques Esclassan accomplit son service militaire dans les transmissions à Épinal.
Jacques Esclassan était un très bon routier-sprinter. Il est amateur de 1968 à 1972, et totalise 100 victoires durant cette période[réf. souhaitée]. En 1973, il passe professionnel et est resté fidèle à l'équipe Peugeot (Peugeot-BP-Michelin puis Peugeot-Esso- Michelin). Il participe à sept Tours de France, de 1973 à 1979. Il y remporte le classement par points en 1977 et cinq étapes.

## Palmarès

### Palmarès amateur
- 1968
  - Grand Prix des Fêtes de Coux-et-Bigaroque
- 1969
  - Championnat de Lorraine sur route
- 1970
  - Grand Prix Pierre-Pinel
  - Grand Prix des Fêtes de Coux-et-Bigaroque
  - Grand Prix de Puy-l'Évêque
  - 1re étape du Grand Prix du Rouergue
  - Une étape du Tour du Béarn
  - 3e du Tour du Béarn
  - 3e du Grand Prix du Rouergue
- 1971
  - Grand Prix Pierre-Pinel
  - Grand Prix des Fêtes de Coux-et-Bigaroque
  - Grand Prix des Fêtes de Cénac-et-Saint-Julien
  - 2e étape du Tour des Alpes de Provence
  - Une étape du Tour du Gard
  - Une étape du Tour du Béarn
  - Une étape du Tour des Vosges
  - 2e du Tour des Alpes de Provence
- 1972
  - Championnat de Midi-Pyrénées sur route
  - Tour des Alpes de Provence
  - Paris-Troyes
  - Circuit de la Chalosse
  - Grand Prix des Fêtes de Cénac-et-Saint-Julien
  - 1re et 3e étapes du Grand Prix du Rouergue
  - 4e étape du Tour de Yougoslavie
  - Une étape du Tour du Maroc
  - Route du Vin

### Palmarès professionnel
| - 1973 - 2ea étape de Paris-Nice - 1re étape du Tour de l'Oise - 9eb étape du Tour d'Espagne - 2e du Grand Prix d'Aix-en-Provence - 3e de la Promotion Pernod - 1974 - Étoile de Bessèges : - Classement général - 4e étape - 1re étape du Tour d'Indre-et-Loire - 1975 - 4e étape de Paris-Nice - Critérium national - 4e étape du Tour de France - 2e étape du Tour du Limousin - 1976 - 1re étape du Tour de Corse - 1re étape de Paris-Nice - 1re et 2ea étapes du Tour d'Indre-et-Loire - 3e et 4ea étapes du Grand Prix du Midi libre - 8e étape du Tour de France - 2e de Paris-Camembert - 1977 - Tour du Tarn : - Classement général - 1rea étape - Tour de France : - Classement par points - 5ea étape - 7e du championnat du monde sur route | - 1978 - Grand Prix de Peymeinade - 3e et 7ea étapes de Paris-Nice - 2e et 3e étapes du Tour du Tarn - 2eb étape du Tour de l'Oise - 2eb étape du Critérium du Dauphiné libéré - 2e étape du Grand Prix du Midi libre - 2e et 12eb étapes du Tour de France - 3e de Paris-Camembert - 8e de Milan-San Remo - 1979 - Grand Prix d'Antibes - Grand Prix de Monaco - 2ea étape du Tour de Corse - 1re étape du Critérium national - 1re étape du Tour de l'Oise - 3e de Nice-Alassio |  |

### Résultats sur les grands tours

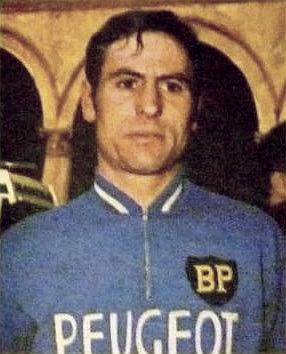
Jacques Esclassan en 1974.

#### Tour de France
7 participations
- 1973 : 68e
- 1974 : 75e
- 1975 : abandon (9ea étape), vainqueur de la 4e étape
- 1976 : 80e, vainqueur de la 8e étape
- 1977 : 28e,  vainqueur du classement par points, vainqueur de la 5ea étape
- 1978 : 61e, vainqueur des 2e et 12eb étapes
- 1979 : abandon (16e étape)

#### Tour d'Espagne
1 participation
- 1973 : 28e, vainqueur de la 9eb étape